# Afroceto
Afroceto là một chi nhện trong họ Trachelidae.

## Các loài
- Afroceto ansieae Lyle, 2015
- Afroceto arca Lyle & Haddad, 2010
- Afroceto bisulca Lyle & Haddad, 2010
- Afroceto bulla Lyle & Haddad, 2010
- Afroceto capensis Lyle & Haddad, 2010
- Afroceto coenosa (Simon, 1897)
- Afroceto corcula Lyle & Haddad, 2010
- Afroceto croeseri Lyle & Haddad, 2010
- Afroceto dippenaarae Lyle, 2015
- Afroceto flabella Lyle & Haddad, 2010
- Afroceto gracilis Lyle & Haddad, 2010
- Afroceto martini (Simon, 1897)
- Afroceto plana Lyle & Haddad, 2010
- Afroceto porrecta Lyle & Haddad, 2010
- Afroceto rotunda Lyle & Haddad, 2010
- Afroceto spicula Lyle & Haddad, 2010